# 레티나 디스플레이
레티나 디스플레이(Retina Display)는 특정한 시야거리에서 인간의 눈으로는 화소를 구분할 수 없는 화소 밀도를 가진 애플의 IPS LCD와 OLED 제품의 브랜드 이름이다. 레티나 디스플레이는 아이폰, 아이팟 터치, 아이패드, 맥북 프로 등 여러 제품에 사용된다. 특정한 시야거리는 사용하는 제품에 따라 다르다. 레티나 품질로 불리는 인치당 픽셀 수는 작은 장치는 326에서 (아이폰이나 아이팟 터치) 중간 크기의 장치는 264 (아이패드) 큰 장치의 경우 220(맥북프로 레티나) 까지의 범위를 갖는다.

## 기술 정보
애플 제품 중 레티나 디스플레이를 갖는 장치는 다음과 같다.
| 모델                                                                | 마케팅 이름                 | 스크린 크기             | 해상도    | 화소 밀도 | 화소 밀도 | 픽셀 크기 (mm) | 픽셀 밀도 각도 (px/°; 대표적 거리에서) | 대체적인 크기   | 총 화소    |
| 모델                                                                | 마케팅 이름                 | 스크린 크기             | 해상도    | (ppi)     | (px/cm)   | 픽셀 크기 (mm) | 픽셀 밀도 각도 (px/°; 대표적 거리에서) | 대체적인 크기   | 총 화소    |
| ------------------------------------------------------------------- | --------------------------- | ----------------------- | --------- | --------- | --------- | -------------- | -------------------------------------- | --------------- | ---------- |
| 애플 워치 38mm                                                      | 레티나 디스플레이           | 33.5 밀리미터 (1.32 in) | 272×340   | 330       | 114       | 0.087          | 57.6                                   | 10 인치 (25 cm) | 92,480     |
| 애플 워치 42mm                                                      | 레티나 디스플레이           | 39 밀리미터 (1.5 in)    | 312×390   | 333       | 119       | 0.083          | 58.2                                   | 10 인치 (25 cm) | 121,680    |
| 아이폰 4, 4S, 아이팟 터치 4세대                                     | 레티나 디스플레이           | 3.5인치                 | 960×640   | 326       | 128       | 0.078          | 57.9                                   | 10 인치 (25 cm) | 614,400    |
| 아이폰 5, 5C, 5S, 아이팟 터치 (5세대, 6세대)                        | 레티나 디스플레이           | 4인치                   | 1136×640  | 326       | 128       | 0.078          | 57.5                                   | 10 인치 (25 cm) | 727,040    |
| 아이폰 6, 아이폰 6S, 아이폰 7, 아이폰 8                             | 레티나 HD 디스플레이        | 4.7 인치                | 1334×750  | 326       | 128       | 0.078          | 57.6                                   | 10 인치 (25 cm) | 1,000,500  |
| 아이폰 6 플러스, 아이폰 6S 플러스, 아이폰 7 플러스, 아이폰 8 플러스 | 레티나 HD 디스플레이        | 5.5 인치                | 1920×1080 | 401       | 157       | 0.063          | 71.2                                   | 10 인치 (25 cm) | 2,073,600  |
| 아이폰 X, 아이폰 XS                                                 | Super 레티나 HD 디스플레이  | 5.8 인치                | 2436×1125 | 458       | 180       | 0.056          | 79.9                                   | 10 인치 (25 cm) | 2,740,500  |
| 아이폰 XS 맥스                                                      | Super 레티나 HD 디스플레이  | 6.5 인치                | 2688×1242 | 458       | 180       | 0.056          | 79.9                                   | 10 인치 (25 cm) | 3,338,496  |
| 아이폰 XR                                                           | Liquid 레티나 HD 디스플레이 | 6.1 인치                | 1792×828  | 326       | 128       | 0.078          | 56.9                                   | 10 인치 (25 cm) | 1,483,776  |
| 아이패드 미니 2, 3, 4                                               | 레티나 디스플레이           | 7.9 인치                | 2048×1536 | 326       | 128       | 0.078          | 86.1                                   | 15 인치 (38 cm) | 3,145,728  |
| 아이패드 (3세대, 4세대, 에어, 에어 2)                               | 레티나 디스플레이           | 9.7 인치                | 2048×1536 | 264       | 105       | 0.096          | 70.6                                   | 15 인치 (38 cm) | 3,145,728  |
| 아이패드 프로                                                       | 레티나 디스플레이           | 12.9 인치               | 2732×2048 | 264       | 105       | 0.096          | 71.9                                   | 15 인치 (38 cm) | 5,595,136  |
| 맥북 (2015,2016,2017) 12"                                           | 레티나 디스플레이           | 12 인치                 | 2304×1440 | 226       | 89        | 0.112          | 80.7                                   | 20 인치 (51 cm) | 3,317,760  |
| 맥북프로 3세대 13"                                                  | 레티나 디스플레이           | 13.3 인치               | 2560×1600 | 227       | 89        | 0.112          | 81.3                                   | 20 인치 (51 cm) | 4,096,000  |
| 맥북프로 3세대 15"                                                  | 레티나 디스플레이           | 15.4 인치               | 2880×1800 | 220       | 87        | 0.115          | 79.6                                   | 20 인치 (51 cm) | 5,184,000  |
| 맥북에어(2018) 13.3"                                                | 레티나 디스플레이           | 13.3 인치               | 2560×1600 | 227       | 89        | 0.112          |                                        | 20 인치 (51 cm) | 4,096,000  |
| 아이맥 4K 디스플레이 21.5"                                          | 레티나 4K 디스플레이        | 21.5 인치               | 4096×2304 | 219       | 86        | 0.116          | 81.6                                   | 20 인치 (51 cm) | 9,437,184  |
| 아이맥 5K 디스플레이 27"                                            | 레티나 5K 디스플레이        | 27 인치                 | 5120×2880 | 218       | 86        | 0.117          | 84                                     | 20 인치 (51 cm) | 14,745,600 |

## 같이 보기
- 화소 밀도